# 姬狩 Dungeon Master
《姬狩 Dungeon Meister》(姫狩りダンジョンマイスター)為Eushully社於2009年4月24日時發表的十八禁角色扮演遊戲。

## 故事
曾經非常強大的魔王，在滅亡一個個國家，漸漸的筋疲力盡，在驚天動地的大決戰後，魔王的手下死傷殆盡，終於被勇者們所打敗。但魔王幾乎是不死的，因此魔王的身體被封印了起來，在這場戰鬥後，大陸恢復了和平。
然而有位魔王的使徒，因為過於弱小並沒有參加這場決戰。魔王被封印時，魔王的靈魂與身體被分開，弱小的使魔找到了魔王靈魂的片段，想要復活魔王。然而卻在尋找適用的身體時陰錯陽差的將魔王的靈魂寄生在弱小的人類上，也因此魔王連自身都無法戰鬥，甚至要靠弱小的使魔才能保全自身，為了取回曾經強大的身體，魔王與使徒開始向被封印的地底深處前進...

## 登場人物
埃米利奧
本作的主角。本名不詳，原本是人人恐懼的魔王，但被勇者們打敗，身體遭到封印。不過，其靈魂的碎片僥倖逃脫一劫，並被弱小的使魔找到。可是因為使魔的失誤而附身在弱小的人類身上，也因此沒有辦法使用擅長的魔法，甚至不能參與戰鬥。
遊戲開始的時候利用人類身體的記憶接管園丁埃米利奧的身分與名字，而隱藏真實身分行動。雖然個性殘忍狡猾，但因為與人類靈魂融合，情感上有所變化，透過遊戲中的對話選項表現出溫柔的一面。
使魔（聲：未来羽）
魔王的使魔，睡魔族。在魔王與勇者決戰時由於太過幼小沒有參戰而活了下來。
使魔的名稱可以由玩家自行命名，預設為リリィ。在遊戲中，透過玩家的行動與選擇來影響使魔的個性與成長，成長值達到一定程度後玩家可以自由選擇是否透過成長儀式成長到下一個階段，在遊戲中的型態分為：
少女期
為遊戲初期的樣貌，個性天真活潑，有時會因為太不懂事而被魔王責罰，對於魔王有著深深的依賴感。
思春期
經由魔王的性魔術成長，是個正處於思春期的少女，無論是能力或是思慮都有所成長，然而不能坦率的面對自己的感情，標準的口嫌體正直。
成人期
使魔的最終型態，無論是能力或是性格都值得倚賴，有時還會反過來調戲魔王。
布理姬特（聲：藤堂みさき）
魔王小時候的玩伴，是個心直口快的暴力狂，一找到藉口就想打架。然而由於其幼兒體型的關係，沒甚麼人會怕她。
喜歡著魔王，然而因為以前都打不贏魔王的關係，對於魔王的身體被封印感到開心。
奧克塔薇雅（聲：かわしまりの）
布理姬特的使魔，有著成熟的外貌。個性沉著穩重，與她直來直往的主人布理姬特完全相反。不知道布理姬特與奧克塔薇雅關係的常常將兩人的關係弄反。
很少說話，經常為著布理姬特與埃米利奧擔心，如母親般照料著他們。
可蕾特（聲：桜川未央）
埃米利奧的青梅竹馬。由於埃米利奧在魔王奪去身體前對她多所幫忙，不知道埃米利奧已被魔王附身的她為了埃米利奧盡心盡力。
個性活潑開朗，也有著纖細的一面，會幫埃米利奧作便當。
希爾菲努（聲：猫井さくら）
歐幾里德王國(ユークリッド王国)的三王女，在與勇者共同封印魔王後，看守著魔王的封印。
個性溫柔，曾與園丁埃米利奧有過交情，然而因為埃米利奧想要取回魔王的身體而與之敵對。
艾絲黛兒（聲：海月舞）
希爾菲努的青梅竹馬，是封印魔王的勇者的血親，為歐幾里德王國鄰國的女騎士，為幫助希爾菲努封印魔王而被派來幫忙。
為自己認為的正義而奮戰，是個能面對魔王而不懼的勇者。
莎蘇努（聲：水捲真魚）與薇妲爾（聲：海原エレナ）
歐幾里德王國負責照顧與護衛希爾菲努的武鬥派女僕姊妹，姊姊莎蘇努是本作中唯一一個戴眼鏡的角色。
法姆（聲：黒岩心々）
蜥蜴姬法姆，蜥蜴人軍團的首領。在本作第二章作為隱藏要素登場。戰勝後可以加入成為同伴，或者選擇捕獲後實行性魔術或洗腦。

## 評價
《姬狩 Dungeon Master》在日本美少女游戏与动画相关商品销售网站Getchu.com的2009年4月销量榜上排名第1名；5月排名第15名；全年獲得第7名。獲得了「萌遊戲大賞2009」程式賞的金賞。

## 外部連結
- 官方網站 （页面存档备份，存于）（日語）